# Erik Benzelstierna
Erik Benzelius, adlad Benzelstierna, född den 29 april 1705 i Uppsala, död den 27 mars 1767 på Böksholm, var en svensk ämbetsman inom bergsindustrin.
Erik Benzelius tillhörde släkten Benzelius varifrån flera medlemmar blev ärkebiskopar, så även hans far, Erik Benzelius den yngre, som dock inte hann tillträda ämbetet innan han avled, då dennes bror i stället fick befattningen. Farfadern Erik Benzelius den äldre hade likaså varit ärkebiskop. Erik Benzelius mor, Anna Swedenborg, var syster till Emanuel Swedenborg och dotter till Jesper Svedberg och Sara Albrechtsdotter Behm (släkten Behm). 
Mormoderns släkt var verksamma inom bergsbruket, och Erik Benzelius tog denna väg i livet. Han var faderns äldste son, och det blev i stället en yngre bror som gick i fädernas spår och blev biskop, Carl Jesper Benzelius. En annan bror gjorde liksom han själv karriär inom näringslivet, Albrecht, och brodern Adolf emigrerade till Amerika där han var skogsintendent.
Erik Benzelius föddes i Uppsala där fadern vid tillfället var universitetsbibliotekarie (sedermera professor), inskrevs vid stadens universitet år 1712, varefter han 1726 blev auskultant i Bergskollegium. Han flyttade sedan till Falun när han 1731 blev bergsfogde vid Stora Kopparberget. Sju år senare utsågs han till geschworner vid samma gruva.
Benzelius blev 1742 bergmästare över Skåne, Halland, Blekinge och Kronobergs län, fick 1760 karaktär av assessor, och 58 år gammal, 1763, avsked som bergsråd. Sedan han lämnat Dalarna slog han sig ned på Böksholms herrgård, där han 1762 anlade Böksholms järnmanufakturverk.
År 1750 blev Erik och hans syskon upphöjda i adligt stånd för faderns förtjänster, på samma namn Benzelstierna som andra adlade släktmedlemmar, och Erik och hans bröder introducerades på Riddarhuset år 1752 på samma nummer som övrig släkt.
Han var gift med Christina Ehrenholm, och fick två söner med henne som överlevde spädbarnsåren. Han avled tre år före sin hustru, 1767, och begravdes i Drevs gamla kyrka som han låtit måla om med egna medel.